# Houdemont (Meurthe-et-Moselle)
Pour les articles homonymes, voir Houdemont.
Houdemont est une commune française située dans le département de Meurthe-et-Moselle, en région Grand Est.

## Géographie

### Localisation
Houdemont est une commune qui se trouve au Nord-Est de la France, dans le département de Meurthe-et-Moselle et dans la périphérie sud de Nancy.
Houdemont est limitrophe des communes de Vandœuvre-les-Nancy, Chavigny, Ludres, Fléville et Heillecourt. Le village ancien est implanté en grande partie à flanc de coteau, dominé par le plateau de Haye. La commune a connu un développement important à la fin du XXe siècle par l'implantation de zones commerciales et industrielles ainsi que par la construction de lotissements pavillonnaires.
| Vandœuvre-lès-Nancy |           | Heillecourt           |
| Chavigny            | Houdemont |                       |
|                     | Ludres    | Fléville-devant-Nancy |

### Voies de communication et transports

#### Transports en commun
Houdemont est reliée au Grand Nancy grâce aux lignes du réseau de transport de l'agglomération nancéienne appelé Réseau Stan :
- Tempo 4 : Houdemont Porte Sud - Laxou Champ-le-Bœuf ;
- Ligne 17 : Ludres - Villers Campus Sciences ;
- Ligne 50 (scolaire) : Ludres - Jarville Sion.

### Hydrographie
La commune est dans le bassin versant du Rhin au sein du bassin Rhin-Meuse. Elle est drainée par le ruisseau de Frocourt et le ruisseau du Moulin,.

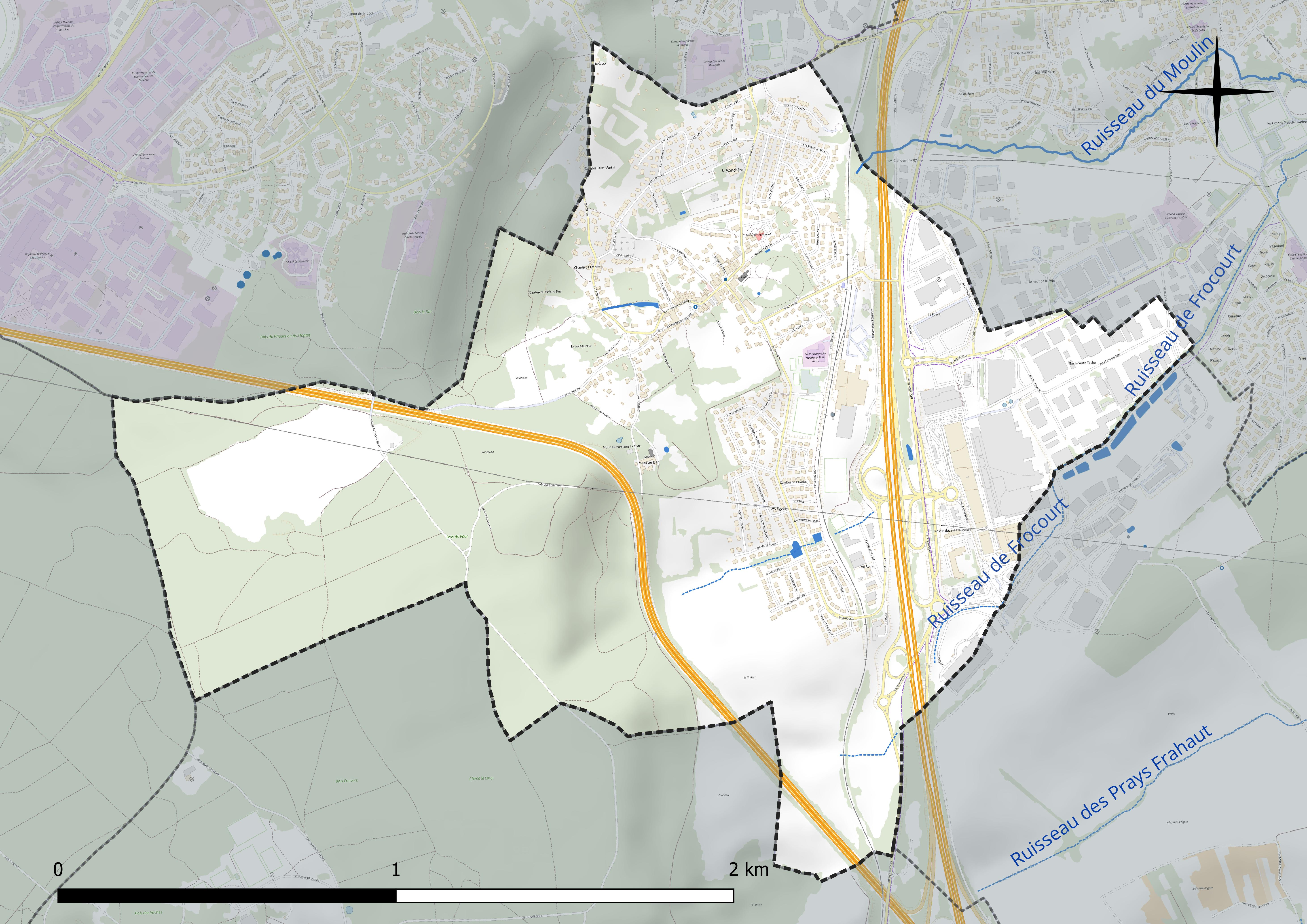
Réseau hydrographique d'Houdemont.

### Climat
Pour des articles plus généraux, voir Climat du Grand Est et Climat de Meurthe-et-Moselle.
En 2010, le climat de la commune est de type climat des marges montargnardes, selon une étude du Centre national de la recherche scientifique s'appuyant sur une série de données couvrant la période 1971-2000. En 2020, Météo-France publie une typologie des climats de la France métropolitaine dans laquelle la commune est exposée à un climat semi-continental et est dans la région climatique  Lorraine, plateau de Langres, Morvan, caractérisée par un hiver rude (1,5 °C), des vents modérés et des brouillards fréquents en automne et hiver. 
Pour la période 1971-2000, la température annuelle moyenne est de 9,7 °C, avec une amplitude thermique annuelle de 16,8 °C. Le cumul annuel moyen de précipitations est de 803 mm, avec 12,5 jours de précipitations en janvier et 9,4 jours en juillet. Pour la période 1991-2020, la température moyenne annuelle observée sur la station météorologique de Météo-France la plus proche, « Nancy-Essey », sur la commune de Tomblaine à 5 km à vol d'oiseau, est de 11,0 °C et le cumul annuel moyen de précipitations est de 746,3 mm. 
La température maximale relevée sur cette station est de 40,1 °C, atteinte le 24 juillet 2019 ; la température minimale est de −24,8 °C, atteinte le 21 février 1956,,. 
Les paramètres climatiques de la commune ont été estimés pour le milieu du siècle (2041-2070) selon différents scénarios d'émission de gaz à effet de serre à partir des nouvelles projections climatiques de référence DRIAS-2020. Ils sont consultables sur un site dédié publié par Météo-France en novembre 2022.

## Urbanisme

### Typologie
Au 1er janvier 2024, Houdemont est catégorisée ceinture urbaine, selon la nouvelle grille communale de densité à sept niveaux définie par l'Insee en 2022.
Elle appartient à l'unité urbaine de Nancy, une agglomération intra-départementale regroupant 28  communes, dont elle est une commune de la banlieue,,. Par ailleurs la commune fait partie de l'aire d'attraction de Nancy, dont elle est une commune de la couronne,. Cette aire, qui regroupe 353 communes, est catégorisée dans les aires de 200 000 à moins de 700 000 habitants,.

### Occupation des sols
L'occupation des sols de la commune, telle qu'elle ressort de la base de données européenne d’occupation biophysique des sols Corine Land Cover (CLC), est marquée par l'importance des territoires artificialisés (45,6 % en 2018), en augmentation par rapport à 1990 (36,7 %). La répartition détaillée en 2018 est la suivante : forêts (30,1 %), zones urbanisées (23,6 %), zones industrielles ou commerciales et réseaux de communication (22 %), terres arables (12,3 %), zones agricoles hétérogènes (12 %). L'évolution de l’occupation des sols de la commune et de ses infrastructures peut être observée sur les différentes représentations cartographiques du territoire : la carte de Cassini (XVIIIe siècle), la carte d'état-major (1820-1866) et les cartes ou photos aériennes de l'IGN pour la période actuelle (1950 à aujourd'hui).

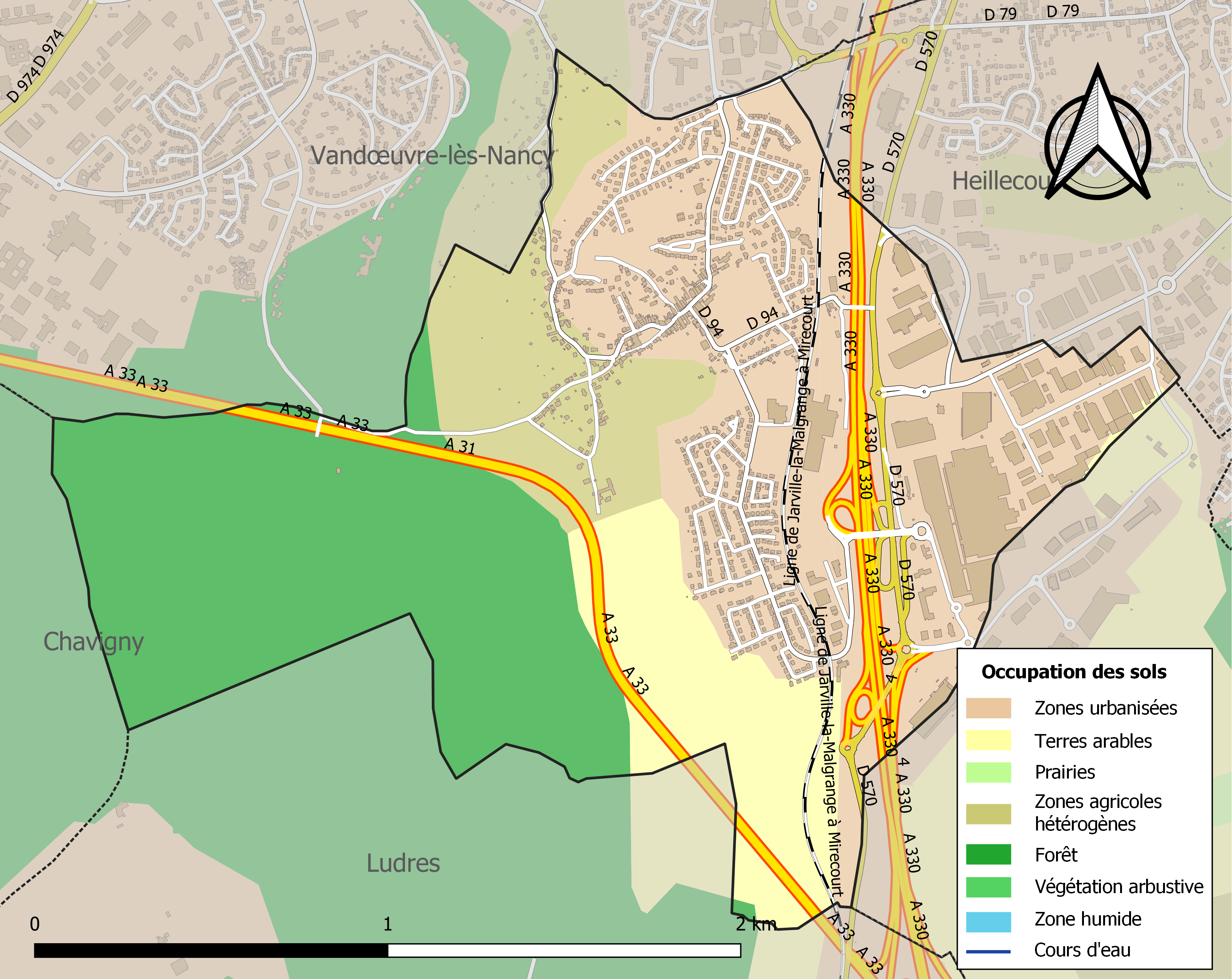
Carte des infrastructures et de l'occupation des sols de la commune en 2018 (CLC).

## Toponymie
Le nom de la localité est attesté sous les formes Hodemont (1168-1193) ; Bertinus de Hodeimont (1168-1193) ; Mensura ville Hundoymont (1240) ; Hoindemont (1427) ; Houldelmont (1576) ; Houdelmont (1600).

## Histoire
- Présences préhistorique et franque.
- Possessions des moines de Clairlieu, citées au XIIe.
- Moulin mentionné au XIVe.
- Bataille de Nancy 5 janvier 1477 Charles le Téméraire  et les Bourguignons dans les forêts d'Houdemont[17].
- Peste au XVIe.
- Le château appartint à la veuve du graveur Jacques Callot.
- En 1711, le duc Léopold Ier de Lorraine vient se réfugier à Houdemont après avoir perdu trois de ses enfants de la petite vérole.
- Ouverture d'une mine de fer en 1867.

## Politique et administration

### Liste des maires
| Période                                  | Période                    | Identité           | Étiquette | Qualité                                        |
| ---------------------------------------- | -------------------------- | ------------------ | --------- | ---------------------------------------------- |
| 1947                                     | 1961                       | Albert Cossart     |           |                                                |
| 1961                                     | 1965                       | Marcel Meslin      |           |                                                |
| 1966                                     | mars 1977                  | Gaston Lelièvre    |           | Professeur de mathématiques retraité           |
| mars 1977                                | mars 1983                  | Robert Edel        |           |                                                |
| mars 1983                                | septembre 1988             | Gaston Lelièvre    | DVD       |                                                |
| septembre 1988                           | septembre 2012 (démission) | Anne Valton        | DVD       |                                                |
| octobre 2012                             | mai 2020                   | Daniel Magron      |           | Retraité de la fonction publique               |
| mai 2020                                 | En cours                   | Maurizio Petronio, |           | Cadre administratif et commercial d'entreprise |
| Les données manquantes sont à compléter. |                            |                    |           |                                                |

## Population et société

### Démographie
L'évolution du nombre d'habitants est connue à travers les recensements de la population effectués dans la commune depuis 1793. Pour les communes de moins de 10 000 habitants, une enquête de recensement portant sur toute la population est réalisée tous les cinq ans, les populations de référence des années intermédiaires étant quant à elles estimées par interpolation ou extrapolation. Pour la commune, le premier recensement exhaustif entrant dans le cadre du nouveau dispositif a été réalisé en 2005.

En 2022, la commune comptait 2 069 habitants, en évolution de −3,5 % par rapport à 2016 (Meurthe-et-Moselle : −0,13 %, France hors Mayotte : +2,11 %).
| 1793 | 1800 | 1806 | 1821 | 1831 | 1836 | 1841 | 1846 | 1851 |
| ---- | ---- | ---- | ---- | ---- | ---- | ---- | ---- | ---- |
| 182  | 202  | 248  | 214  | 232  | 311  | 283  | 290  | 304  |

| 1856 | 1861 | 1872 | 1876 | 1881 | 1886 | 1891 | 1896 | 1901 |
| ---- | ---- | ---- | ---- | ---- | ---- | ---- | ---- | ---- |
| 278  | 279  | 290  | 342  | 325  | 331  | 328  | 331  | 318  |

| 1906 | 1911 | 1921 | 1926 | 1931 | 1936 | 1946 | 1954 | 1962 |
| ---- | ---- | ---- | ---- | ---- | ---- | ---- | ---- | ---- |
| 301  | 333  | 328  | 397  | 426  | 497  | 472  | 545  | 853  |

| 1968 | 1975 | 1982  | 1990  | 1999  | 2005  | 2006  | 2010  | 2015  |
| ---- | ---- | ----- | ----- | ----- | ----- | ----- | ----- | ----- |
| 870  | 870  | 1 553 | 1 836 | 2 375 | 2 525 | 2 477 | 2 368 | 2 183 |

| 2020  | 2022  | - | - | - | - | - | - | - |
| ----- | ----- | - | - | - | - | - | - | - |
| 2 091 | 2 069 | - | - | - | - | - | - | - |

### Sports
- L'équipe de basket « Senior », auto-surnommée « Les Hoods ».

### Enseignement
Les élèves de Houdemont dépendent de l'académie de Nancy-Metz, en zone B. La ville dispose d'une école maternelle et d'une école élémentaire.
Collège de rattachement : collège Simone de Beauvoir à Vandœuvre-lès-Nancy.

### Médias
En 2010, la commune d'Houdemont a été récompensée par le label « Ville Internet @@@ ».

## Économie
Sur le territoire de la commune de Houdemont sont implantées de nombreuses entreprises, en particulier le quotidien régional L'Est républicain, ainsi qu'un important centre commercial dans lequel se trouve un hyper-marché Cora.

## Culture locale et patrimoine

### Lieux et monuments

#### Édifices civils

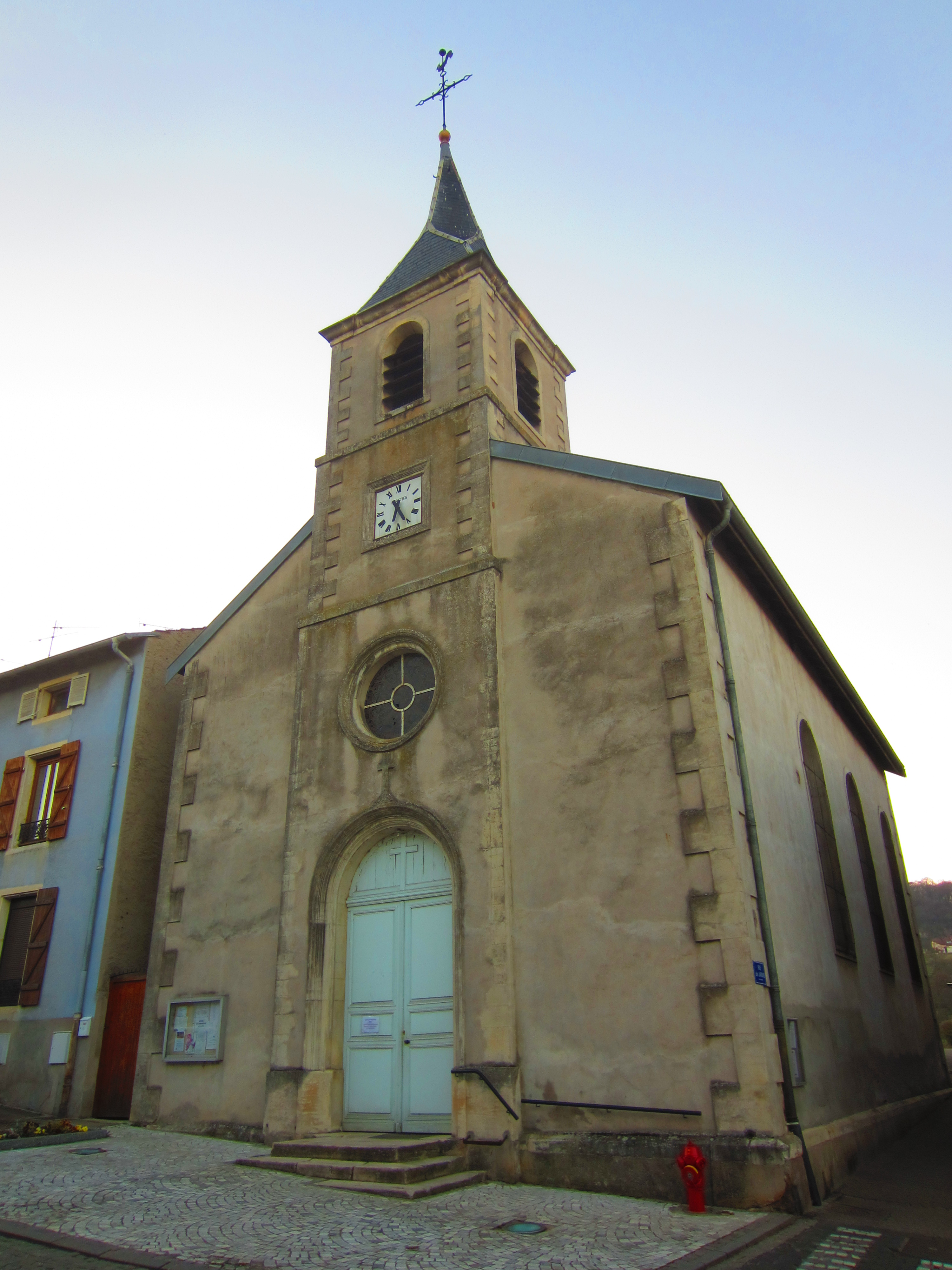
Église.

- Château de la Ronchère XIXe ravagé par un incendie en 1854.
- Château de Chambrun XVIIIe ; chapelle XIXe.

#### Édifices religieux
- Église Saint-Goëric reconstruite en 1855, conservant des fenêtres romanes XIIe : statues XVIe et XIXe, chaire de bois sculpté XVIIIe provenant de la cathédrale de Toul.
- Chapelle XIXe du château de Chambrun.

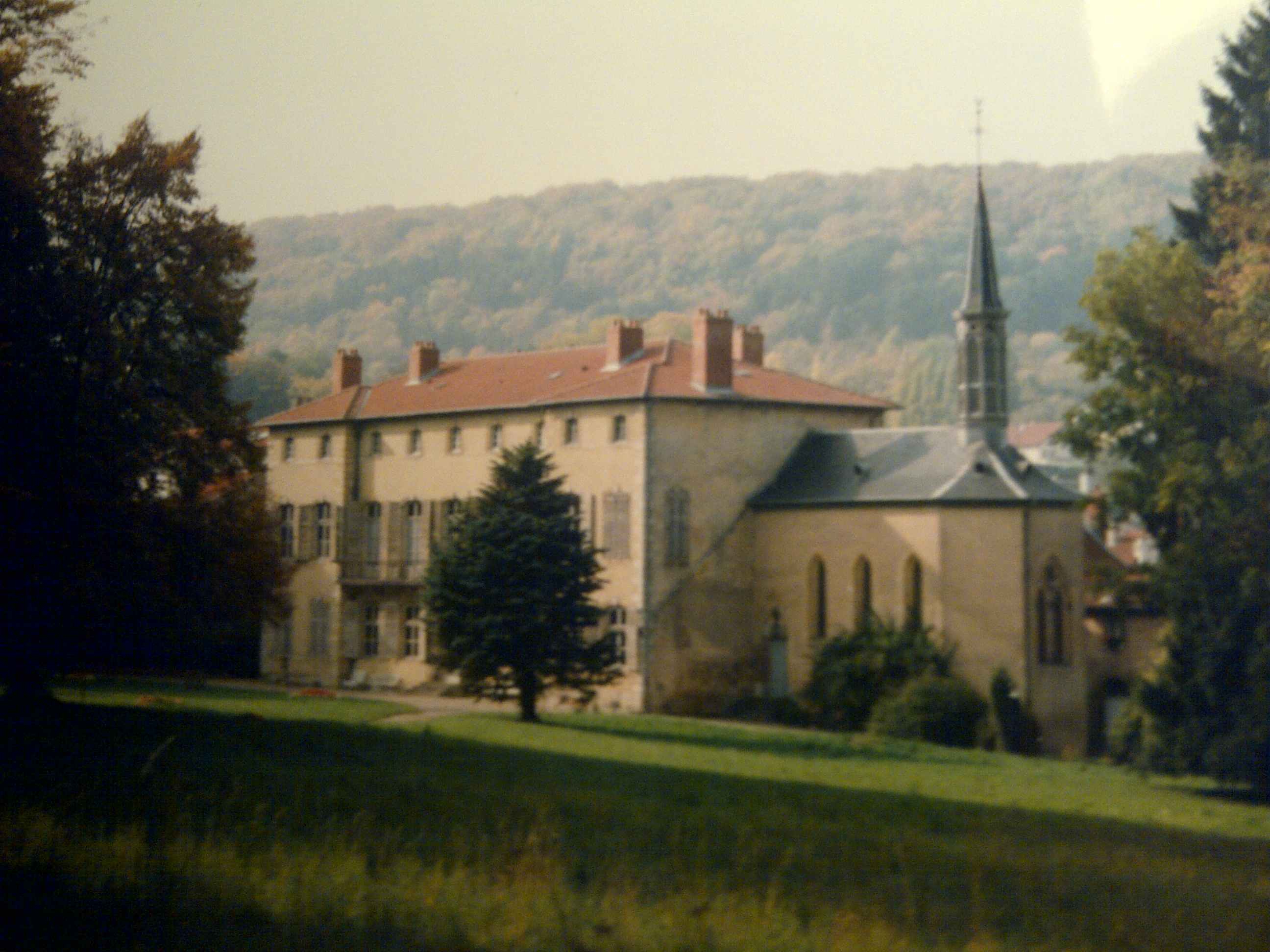
Vue générale.
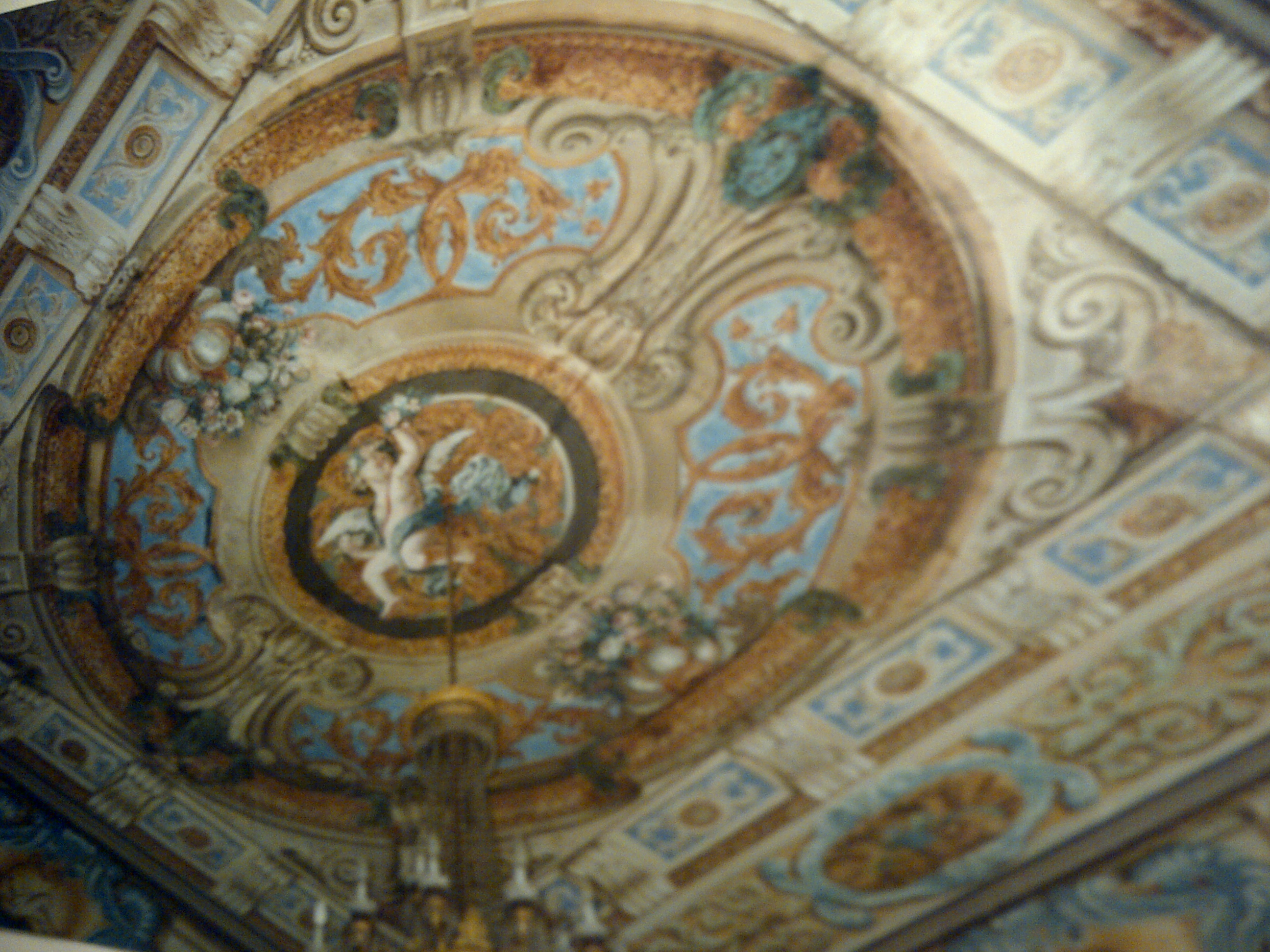
Plafond dans le château de Chambrun.
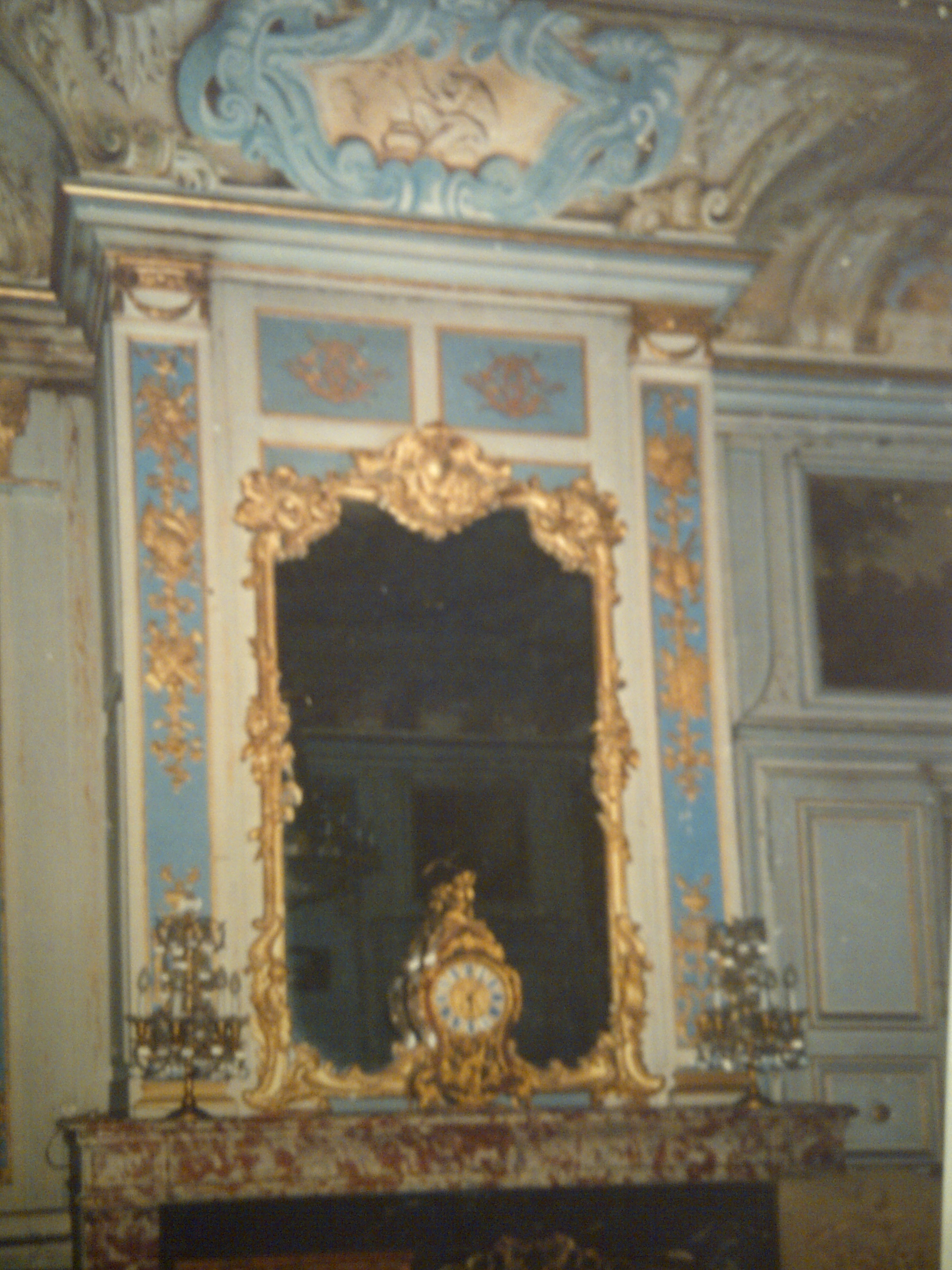
Grand salon.
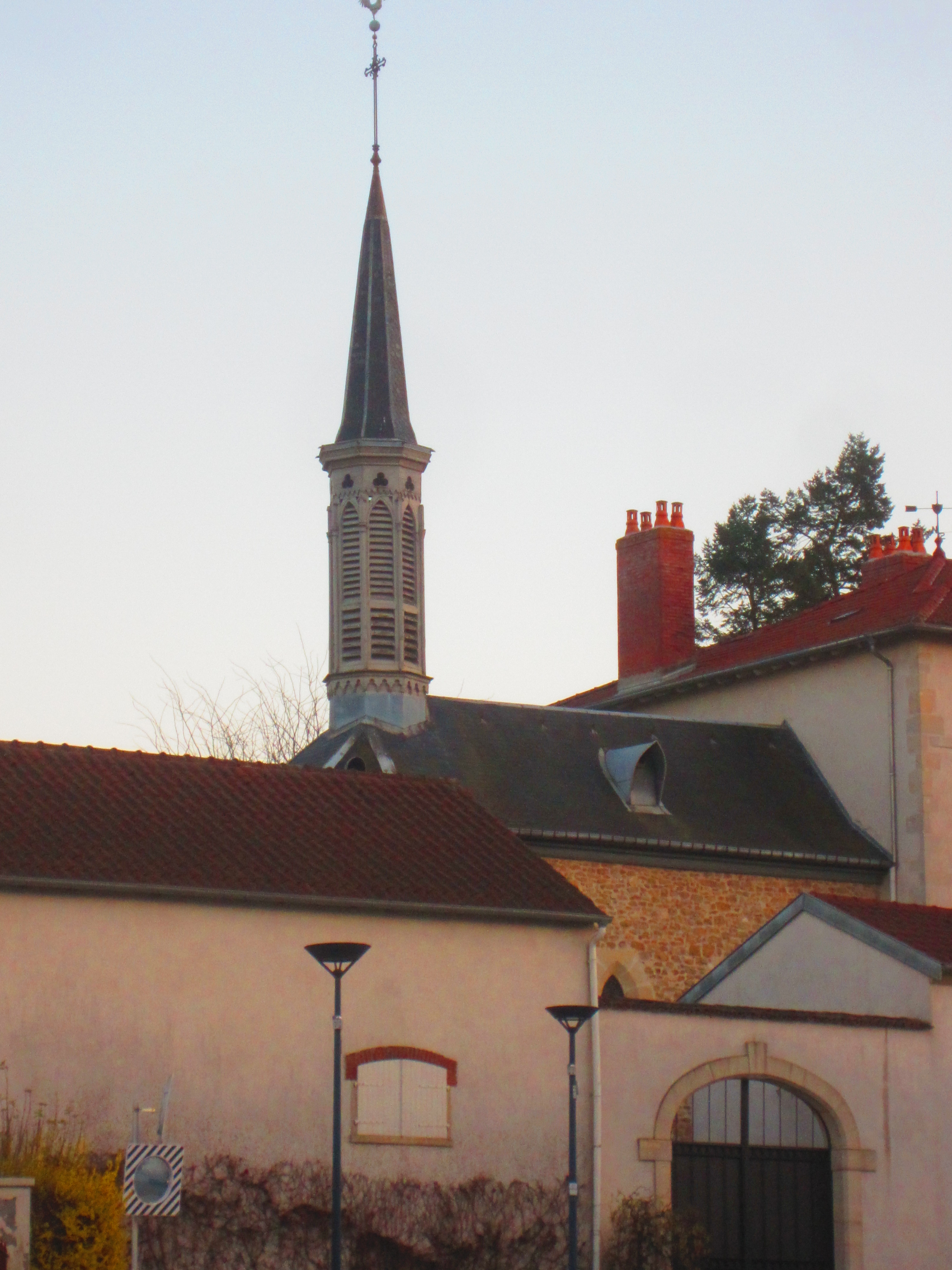
Chapelle du château Chambrun.

### Personnalités liées à la commune
- Vicomtesse Pineton de Chambrun née Henriette Gouy, fille de Jules Gouy, propriétaire à Jarville : elle fut propriétaire du château auquel elle s'attacha notamment à adjoindre une chapelle de style néogothique. Elle est également la marraine d'une des cloches de l’église.
- Vicomte Emmanuel Pineton de Chambrun, ancien officier, fut député de Lozère de 1876 à 1880, il fut maire de Houdemont.

### Héraldique, logotype et devise
| Blason de Houdemont | Blason  | D'azur aux deux sabres d'argent, garnis d'or, mis en sautoir, au chef cousu de gueules chargé de trois croissants d'argent. |
| Blason de Houdemont | Détails | Ce sont les armes du baron Antoine de Soreau, qui a possédé Houdemont au XVIIIe siècle. Adopté le 8 novembre 1970.          |